# مارفن كرين
مارفن كرين (بالألمانية: Marvin Kren) هو مخرج نمساوي ولد سنة 1980 يشتهر بإخراجه عدد من أفلام الرعب.

## وصلات خارجية
مارفن كرين على موقع IMDb (الإنجليزية)
- مارفن كرين على موقع ألو سيني (الفرنسية)
- مارفن كرين على موقع أول موفي (الإنجليزية)
- مارفن كرين على موقع قاعدة بيانات الفيلم (الإنجليزية)
- مارفن كرين على موقع كينوبويسك (الروسية)